# Інгвар Сван
І́нгвар Сван (швед. Ingvar Svahn, нар. 22 травня 1938, Мальме — пом. 16 червня 2008, Мальме) — шведський футболіст, що грав на позиції нападника. Найкращий шведський футболіст 1967 року.

## Клубна кар'єра
У дорослому футболі дебютував 1957 року виступами за команду клубу «Мальме», в якій провів одинадцять сезонів, взявши участь у 217 матчах чемпіонату.
Протягом 1968–1970 років грав у Бельгії, де захищав кольори команди клубу «Дарінг» (Брюссель).
1970 року повернувся до «Мальме», в якому того ж року й завершив професійну футбольну кар'єру.
Помер 16 червня 2008 року на 71-му році життя у рідному Мальме.

## Виступи за збірну
1961 року дебютував в офіційних матчах у складі національної збірної Швеції. Протягом кар'єри у національній команді, яка тривала 10 років, провів у формі головної команди країни лише 19 матчів, забивши 2 голи.

## Титули та досягнення
- Найкращий шведський футболіст року: 1967